# Elezioni generali a Panama del 2024
Le elezioni generali a Panama del 2024 si sono tenute 5 maggio per il rinnovo della Presidenza del paese e per il rinnovo dell’Assemblea Nazionale, il parlamento nazionale.
In seguito, svoltosi lo spoglio elettorale, è emerso vincitore il candidato conservatore José Raúl Mulino che, nominato candidato presidenziale in seguito alla condanna e alla successiva squalifica dell'ex-presidente Ricardo Martinelli, ha infine vinto le elezioni con ben il 34,23% dei voti, divenendo così presidente del Paese.
Nel mentre, importanti evento della tornata elettorale è stata la grande sconfitta del Partito Rivoluzionario Democratico (PRD), a capo del governo, che ha subito il suo peggior risultato elettorale di sempre, sia alle presidenziali (il suo candidato, il vicepresidente in carica José Gabriel Carrizo, è arrivato solo sesto, con il 5,83% dei voti), che alle parlamentari, avendo ottenuto solo 13 seggi su 71. Al contrario, Realizzando gli Obiettivi (RM) ha visto il compimento di un’ottima prestazione (essendo il partito di nuova fondazione), ottenendo ben 14 seggi e ponendosi solo secondo all’eccezionale prestazione dei politici indipendenti, giunti a 20 seggi.
Poiché la Costituzione permette un solo mandato, il Presidente uscente Laurentino Cortizo non ha potuto partecipare alla rielezione.

## Sistema elettorale

### Presidenziali
Per le elezioni presidenziali, la legge elettorale panamense prevede l’applicazione di un sistema maggioritario secco: per essere eletti, infatti, è necessaria la maggioranza relativa dei voti (Plurality), ossia il maggior numero di preferenze.

### Parlamentari
Per le elezioni parlamentari, invece, la legge elettorale panamense prevede due modalità di elezione:
- 45 membri sono eletti tramite il sistema proporzionale, applicato in vari collegi plurinominali di almeno 40.000 abitanti ciascuno e dal peso politico variabile: essi, infatti, eleggono un rappresentante ogni 30.000 abitanti ed un rappresentante aggiuntivo ogni 10.000. Le preferenze, in questo sistema, sono tradotte in seggi secondo un doppio quoziente (difatti, in una prima fase, viene applicato il quoziente semplice, mentre successivamente si usa un quoziente semplice diviso due e, infine, ogni rimanente è ripartito in base al resto più alto).
- 26 membri sono eletti secondo un sistema maggioritario secco, in altrettanti collegi uninominali.

## Risultati

### Elezioni presidenziali
| José Raul Molino     | Realizzando gli Obiettivi (RM) — Partito dell’Alleanza (PA) | 778 772   | 34,23 |  |  |  |  |  |
| Ricardo Lombana      | Movimento Un’Altra Via (MOCA)                               | 559 432   | 24,59 |  |  |  |  |  |
| Martín Torrijos      | Partito Popolare (PP)                                       | 364 576   | 16,03 |  |  |  |  |  |
| Rómulo Roux          | Per una Panama Migliore (CD - PAP)                          | 258 818   | 11,38 |  |  |  |  |  |
| Zulay Rodríguez      | Indipendente (IND)                                          | 150 338   | 6,61  |  |  |  |  |  |
| José Gabriel Carrizo | Andiamo con Tutta Panama (PRD - MOLIRENA)                   | 133 791   | 5,88  |  |  |  |  |  |
| Maribel Gordón       | Indipendente (IND)                                          | 24 531    | 1,08  |  |  |  |  |  |
| Melitón Arrocha      | Indipendente (IND) (PAIS - IND)                             | 4 660     | 0,20  |  |  |  |  |  |
| Totale               | Totale                                                      | 2 274 918 | 100   |  |  |  |  |  |
|                      |                                                             |           |       |  |  |  |  |  |
| Schede bianche       | Schede bianche                                              | 19 101    | 0,82  |  |  |  |  |  |
| Schede nulle         | Schede nulle                                                | 38 544    | 1,65  |  |  |  |  |  |
| Votanti              | Votanti                                                     | 2 332 563 | 77,65 |  |  |  |  |  |
| Elettori             | Elettori                                                    | 3 004 083 |       |  |  |  |  |  |

### Elezioni parlamentari
| Realizzando gli Obiettivi (RM)                          | 367 378   | 17,17 | 14 |  |  |  |
| Partito Rivoluzionario Democratico (PRD)                | 347 692   | 16,25 | 13 |  |  |  |
| Cambiamento Democratico (CD)                            | 239 529   | 11,19 | 8  |  |  |  |
| Partito Panameñista (PAN)                               | 227 692   | 10,64 | 8  |  |  |  |
| Movimento Un’Altra Via (MOCA)                           | 149 462   | 6,99  | 3  |  |  |  |
| Partito Popolare (PP)                                   | 128 504   | 6,01  | 2  |  |  |  |
| Movimento Liberale Nazionalista Repubblicano (MOLIRENA) | 67 908    | 3,17  | 1  |  |  |  |
| Partito Alleanza (PA)                                   | 62 313    | 2,91  | 2  |  |  |  |
| Partito dell’Alternativa Sociale Indipendente (PAIS)    | 34 250    | 1,60  | —  |  |  |  |
| Indipendenti (IND)                                      | 514 900   | 24,06 | 20 |  |  |  |
| Totale                                                  | 2 139 628 | 100   | 71 |  |  |  |
|                                                         |           |       |    |  |  |  |
| Voti non validi                                         | 124 744   | 5,51  |    |  |  |  |
| Votanti                                                 | 2 264 372 | 75,49 |    |  |  |  |
| Elettori                                                | 2 999 625 |       |    |  |  |  |